# Victoria (Entre Ríos)
Victoria è una città della provincia argentina di Entre Ríos, capoluogo del dipartimento omonimo.

## Geografia
Victoria è situata sulla sponda sinistra del delta del fiume Paraná, nel sud-ovest di Entre Ríos, ed è situata a 118 km a sud-est del capoluogo provinciale Paraná ed a 75 km a nord-est di Rosario.

## Storia
Il luogo dove oggi sorge Victoria era originariamente chiamato Cerro La Matanza per un massacro di indigeni qui perpetrato nel 1750 da Francisco Antonio de Vera y Mujica, governatore spagnolo di Santa Fe. Nel maggio 1810 fu costruito un piccolo oratorio dedicato da Nostra Signora di Aránzazu. Negli anni successivi sorse attorno alla cappella un piccolo centro abitato popolato da immigrati d'origine basca ed italiana. 
Il 26 agosto 1826 una legge del congresso provinciale entrerriano elevò l'insediamento allo status di cittadina. Tre anni dopo il toponimo fu mutato in Victoria. Nel 1840, nel corso delle guerre civili argentine, la cittadina fu invasa e saccheggiata dalle milizie unitarie di Juan Lavalle.
L'8 novembre 1851 il governatore entrerriano Justo José de Urquiza elevò Victoria al rango di città.

## Monumenti e luoghi d'interesse
- Basilica di Nostra Signora di Aránzazu
- Abbazia del Niño Dios

## Cultura

### Istruzione

#### Musei
- Museo Storico "Carlos Anadón"
- Museo del OVNI
- Casona del Carnevale

## Infrastrutture e trasporti
Victoria è unita a Rosario dalla strada statale 174 e dal ponte che attraversa il Paraná ed il suo delta.